# Rénium(VII)-szulfid
A rénium(VII)-szulfid egy vegyület. Képlete Re2S7. ReO4− és H2S reakciójával állítható elő HCl-ban.

## Szintézise
Rénium és kén reakciójával:
{\displaystyle \mathrm {2\,Re+7\,S\ {\xrightarrow {\Delta }}\ Re_{2}S_{7}} }
Rénium(VII)-oxid és hidrogén-szulfid reakciójával:
{\displaystyle \mathrm {Re_{2}O_{7}+7\,H_{2}S\ {\xrightarrow {\Delta }}\ Re_{2}S_{7}+7\,H_{2}O} }

## Reakciói
Hevítve bomlik a vákuumban:
{\displaystyle \mathrm {Re_{2}S_{7}\ {\xrightarrow {600\,^{o}C}}\ 2\,ReS_{2}+3\,S} }
Hevítve oxidálódik a levegőben:
{\displaystyle \mathrm {2\,Re_{2}S_{7}+21\,O_{2}\ {\xrightarrow {\Delta }}\ 2\,Re_{2}O_{7}+14\,SO_{2}} }

## Tulajdonságai
Barnásfekete amorf por. Sósavban, kénsavban és alkálifém-szulfidokban nem oldódik. 250 °C-on rénium(IV)-szulfiddá és kénné bomlik. Tetragonális kristályrendszerben kristályosodik.

## Felhasználása
Rénium előállítására használják.

## Fordítás
Ez a szócikk részben vagy egészben  a   Rhenium(VII) sulfide című angol Wikipédia-szócikk fordításán alapul.  Az eredeti cikk szerkesztőit annak laptörténete sorolja fel. Ez a jelzés csupán a megfogalmazás eredetét és a szerzői jogokat jelzi, nem szolgál a cikkben szereplő információk forrásmegjelöléseként.
Ez a szócikk részben vagy egészben  a   Rhenium(VII)-sulfid című német Wikipédia-szócikk fordításán alapul.  Az eredeti cikk szerkesztőit annak laptörténete sorolja fel. Ez a jelzés csupán a megfogalmazás eredetét és a szerzői jogokat jelzi, nem szolgál a cikkben szereplő információk forrásmegjelöléseként.